# Польсько-угорське братерство
Польсько-угорське братство — історико-соціальне явище, яке підкреслює повагу і дружбу між польським та угорським народами. Обидві нації мають прислів'я з цього приводу: «поляк, угорець, два брати: і до шаблі, і до склянки» (Polak, Węgier, dwa bratanki, i do szabli, i do szklanki) та «поляк з угорцем — два хороших друга» (Lengyel, magyar — két jó barát)

## Історичні обставини
Польське й угорське князівства (з часом — королівства) були союзниками у війнах проти Київської Русі та інших своїх сусідів від початку другого тисячоліття. Хоча конфронтації між Польщею та Угорщиною час від часу знаходили своє місце в історії, вони зійшли на нуль під час спільної боротьби з Османською імперією.

## Народна пам'ять
У польському прислів'ї сказано: «Polak, Węgier — dwa bratanki, i do szabli, i do szklanki, oba zuchy, oba żwawi, niech im Pan Bóg błogosławi».
Переклад з польської на українську: «Поляк, угорець — два брати, і до шаблі, і до склянки, обидва доблесні, обидва жваві, Хай Пан Бог їх благословить».
В угорському прислів'ї сказано: «Lengyel, magyar — két jó barát, együtt harcol s issza borát».
Переклад з угорської на українську: «Поляк і угорець — два брата, разом б'ються й п'ють вино».

## День співдружності
23 березня 2007 парламент Угорщини запропонував ввести день співдружності між польським і угорським народами: 324 проголосували за, ніхто проти, ніхто не утримався. Через чотири дні польський уряд закріпив день співдружності між Польщею та Угорщиною шляхом акламації.